# 大卡拉布拉克湖
45°59′23″N 47°32′04″E / 45.989646°N 47.534527°E
大卡拉布拉克湖（俄语：Большой Карабулак），是俄羅斯的湖泊，位於該國西南部，由阿斯特拉罕州負責管轄，處於伊克里亞諾耶區和利曼區，長6公里、寬2.3公里，面積19.8平方公里。